# Drömbilden
Drömbilden (originaltitel: Picture Perfect) är en amerikansk långfilm från 1997 med Kevin Bacon och Jennifer Aniston.

## Handling
Kate jobbar på en reklambyrå och trots hårt arbete lyckas hon aldrig bli befordrad. Hennes chef förklarar en dag varför: utan en fästman verkar hon vara ett osäkert kort. Hennes arbetskamrat Darcy berättar då att Kate har en fästman, en videoregissör, och då blir hon befordrad. Men så vill chefen träffa honom och Kate får problem. 

## Skådespelare
- Jennifer Aniston,	Kate Mosley
- Jay Mohr, Nick
- Kevin Bacon, Sam Mayfair
- Olympia Dukakis, Rita Mosley
- Illeana Douglas,	Darcy O' Neil
- Kevin Dunn, Mr. Mercer
- Faith Prince, Mrs Mercer
- Anne Twomey, Sela
- John Rothman, Jim Davenport
- Margaret Gibson, Mrs Davenport
- Paul Cassell, Brad
- Ivar Brogger, direktör
- Peter McRobbie, direktör
- Bray Poor, direktör
- Daryl Edwards, direktör
- Jenna Stern, direktör
- Bellina Logan, receptionisten på reklambyrån
- Andrea Bendewald,	den gravida väninnan
- Marcia DeBonis, Rosie
- Matthew Sussman,	Darcys make
- Jim Ryan,	programledaren
- Doug Easley, konferenciern
- Ali Marsh, snackdamen
- Richard Spore, klockförsäljaren
- Amelia Campbell,	Susan
- Vimesh Thakar, maharishin
- Faran Tahir, Sajit
- David Cromwell, prästen
- Jessica Cushman,	bruden
- Barry Del Sherman, brudgummen
- Kaley Cuoco, den lilla flickan
- Greg Grunberg, träff nr 1